# بين كيتشن
بين كيتشن (بالإنجليزية: Ben Kitchen)‏ هو لاعب كرة قدم بريطاني، ولد في 19 أغسطس 1986 في بولتن في المملكة المتحدة.